# Фульвета тайванська
Фульве́та тайванська (Fulvetta formosana) — вид горобцеподібних птахів родини суторових (Paradoxornithidae). Ендемік Тайваню.

## Опис
Довжина птаха становить 11—12 см, враховуючи довгий хвіст, вага 10 г. Голова, груди, верхня частина тіла і хвіст сірувато-коричневі, крила, боки і надхвістя рудувато-охристі. Живіт сірий, боки поцятковані коричневими смужками, горло поцятковане білуватими і коричневими смужками. Махові пера чорно-білі. Навколо очей тонкі білі кільця, очі жовтуваті. Дзьоб сіруватий, гострий.

## Поширення і екологія
Тайванські фульвети є ендеміками острова Тайвань. Вони живуть в підліску вологих гірських тропічних лісів та у високогірних чагарникових і бамбукових заростях. Зустрічаються парами або невеликими зграйками, на висоті від 1590 до 3000 м над рівнем моря. Живляться комахами та іншими дрібними безхребетними, а також комахами. Сезон розмноження триває з травня по липень. В кладці 2 яйця.